# 阿达河畔克雷斯皮
阿达河畔克雷斯皮（義大利語：Crespi D'Adda）是意大利的一个村庄，是意大利19世纪晚期的工业化时期逐渐产生的工人居住聚集地的典型代表。它位于意大利的伦巴第大区貝加莫省的阿达河西岸，隶属于市镇卡普里亚泰-圣杰尔瓦西奥。它始建立于公元1875年，并且在历史上一直是一个非常纯粹的工业城市。
Template:Landmarks of Lombardy
1. 1 2  （義大利語） Casalsottano on italia.indettaglio.it